# نيل ليتل
نيل ليتل هو لاعب هوكي الجليد كندي، ولد في 18 ديسمبر 1971 في مدسين هات في كندا.

## وصلات خارجية
- نيل ليتل على موقع دوري الهوكي الوطني (الإنجليزية)
- نيل ليتل على موقع قاعة مشاهير الهوكي (لاعب أن.إتش.أل) (الإنجليزية)
- نيل ليتل على موقع EliteProspects.com (الإنجليزية)
- نيل ليتل على موقع Eurohockey.com (الإنجليزية)
- نيل ليتل على موقع HockeyDB.com (الإنجليزية)
- نيل ليتل على موقع Hockey-Reference.com (الإنجليزية)